# Domašov nad Bystřicí

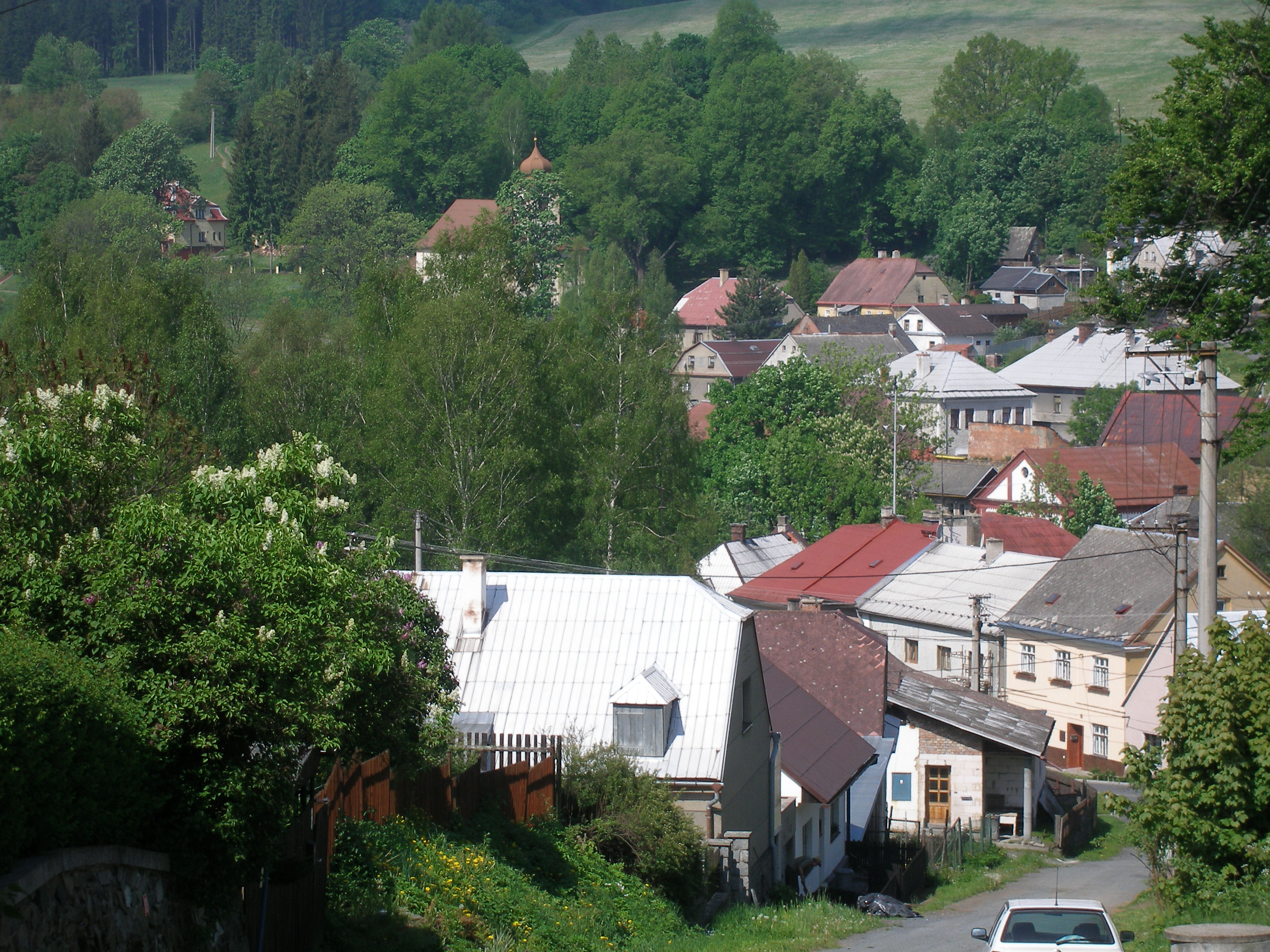
Ortsansicht von der Straße nach Město Libavá

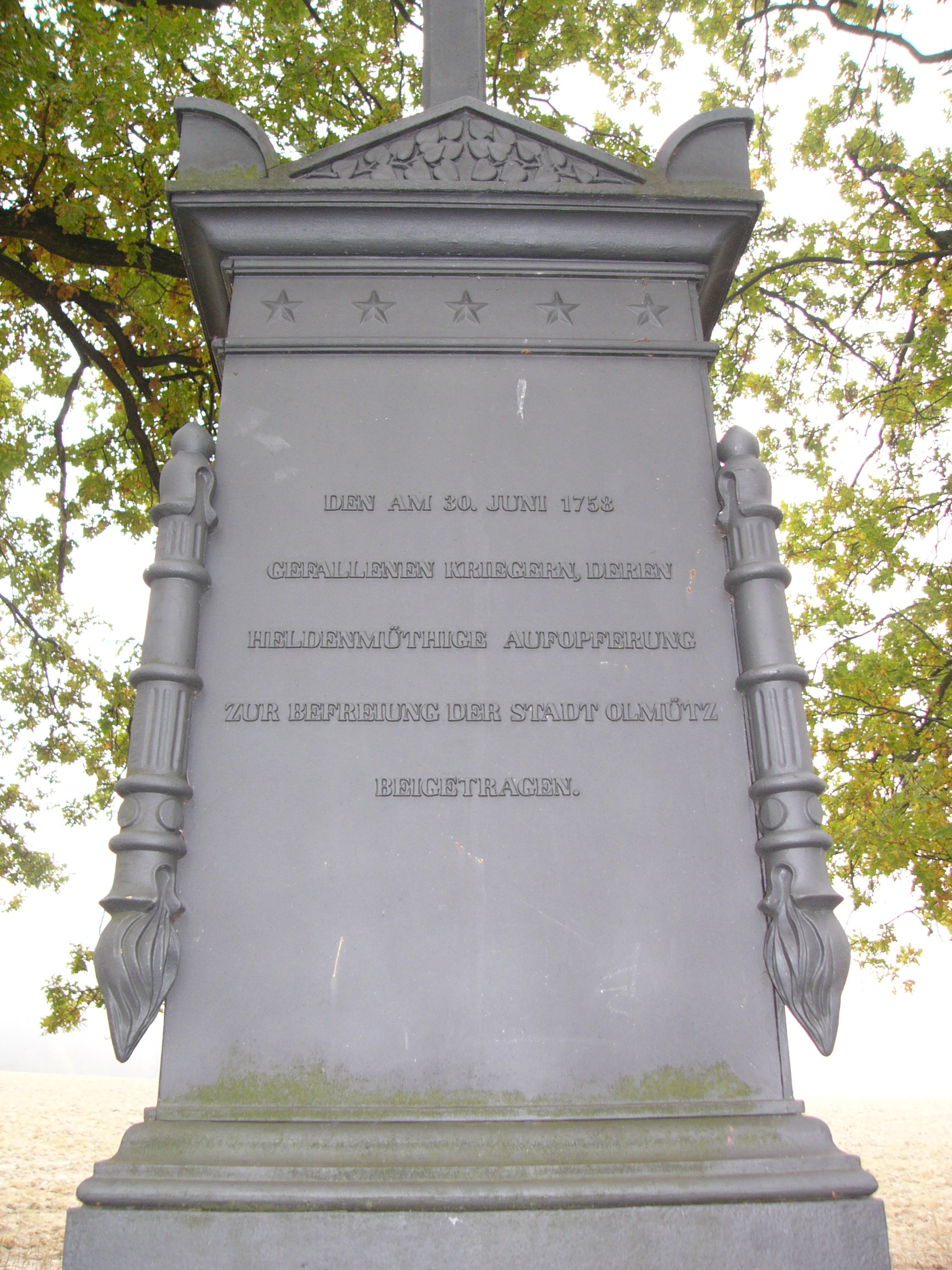
Gedenkstein am Schwarzen Kreuz an die Schlacht bei Domstadtl

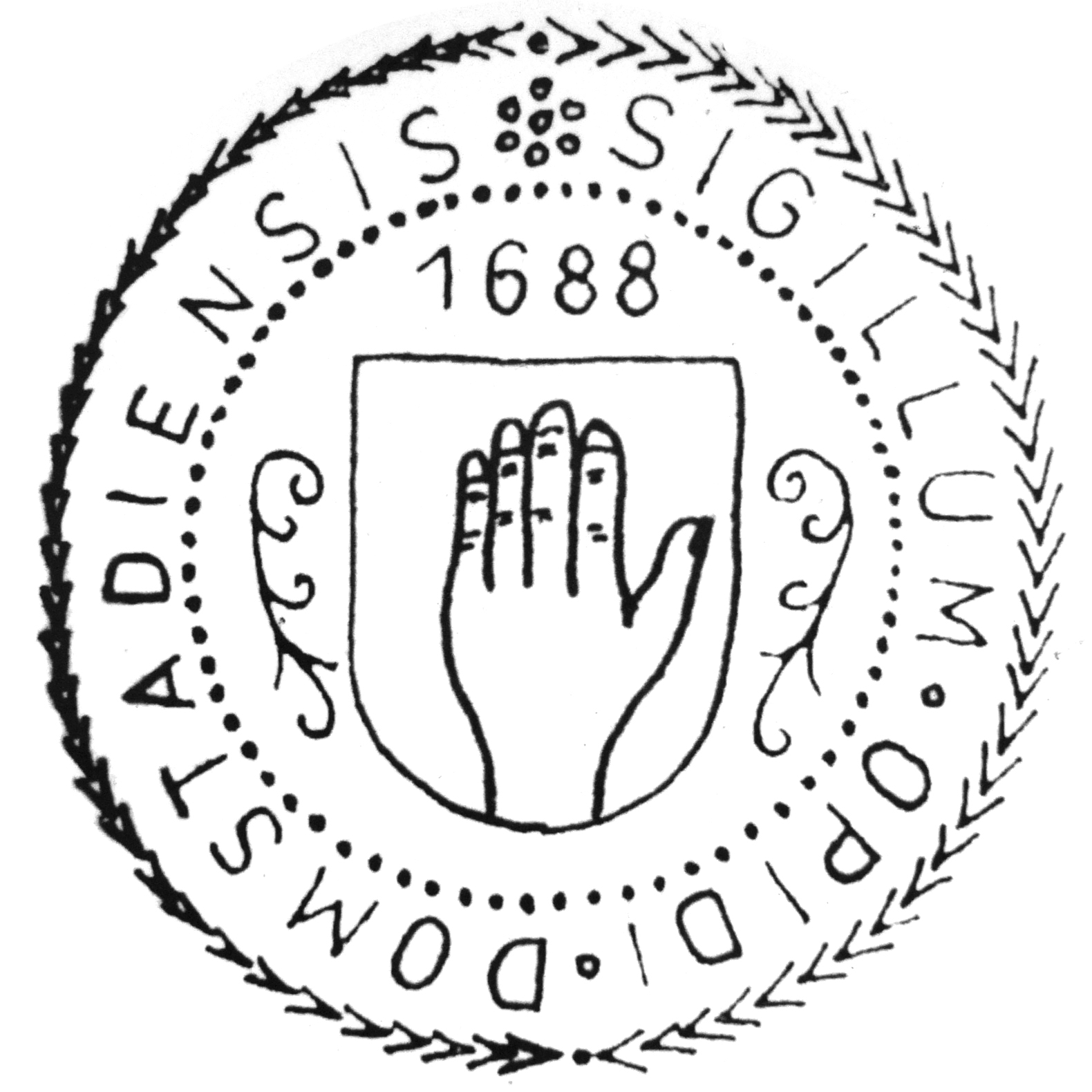
Ältestes Ortssiegel

Domašov nad Bystřicí (deutsch Domstadtl) ist eine Gemeinde in Tschechien im Okres Olomouc.

## Geographie
Die Ortschaft  liegt elf Kilometer östlich von Šternberk (Sternberg)  und erstreckt sich in der zum Niederen Gesenke gehörenden Domašovská vrchovina (Domstadtler Bergland) im Tal der Bystřice. 
Nördlich erhebt sich der Domašovský kopec (590 m), im Nordosten der Kamenný kopec (636 m), südöstlich der Dvorský kopec (606 m) und die Strážiště (639 m), im Süden die Kupa (608 m), südwestlich die Baba (639 m), im Westen die Vyhlídka (623 m) und nordwestlich die Rýžoviště (603 m). Durch den Ort führt die Bahnstrecke Olomouc–Opava východ. Gegen Osten und Südosten erstreckt sich der Truppenübungsplatz Libavá.
Nachbarorte sind Sedm Dvorů, Moravský Beroun und Nová Véska im Norden, Černý Kříž, Stará Libavá und Norberčany im Nordosten, Trhavice und Heroltovice im Osten, Město Libavá, Dřemovice und die Wüstungen Bělá und Smilov im Südosten, Magdalenský Mlýn, Panský Mlýn, Smilovský Mlýn und Hrubá Voda im Süden, Jívová im Südwesten, Hraničné Petrovice im Westen sowie Petrovický Mlýn, Horní Loděnice und Krahulčí im Nordwesten.

## Geschichte
Die erste urkundliche Nachricht über Domatsow erfolgte im Jahr 1274. Daraus geht hervor, dass der größte Teil des Dorfes seit 1269 dem Olmützer Domdekan Budislav gehörte. Seit 1329 besaß das Bistum Olmütz den gesamten Ort. Im Jahre 1360 wurde der Ort als Thomasstat und ab 1364 als Domastat bezeichnet. 1390 erwarb Peter Holický von Sternberg das Lehngut Domastat und schlug es seiner Herrschaft Sternberg zu. Im Jahre 1403 erhielt der Ort Stadtrechte, dabei wurde auch die dem Schutz der Bernsteinstraße dienende Feste erstmals erwähnt. Ab 1408 gehörte das Lehn Peter von Krawarn. Während des Böhmisch-ungarischen Krieges erlosch die Feste in der zweiten Hälfte des 15. Jahrhunderts. Weitere Namensformen waren Domašov (1410), Domaštat (ab 1516), Domstadt (1547), Městečko Domašov (ab 1599), Domestat (ab 1561), Dombstadt bzw. Dommostadt (ab 1636), Domastadt (1678), Dombstadtl (1718), Domastadtl (1751) und Dhom Stadt bzw. Thomštat (1771). Wegen des florierenden Eisenerzbergbaus erhob König Matthias 1617 Domašov zur königlichen Bergstadt. Die Matriken werden seit 1662 in der St.-Annen-Kirche geführt. Die Einwohnerschaft bestand größtenteils aus Tschechen, seit der zweiten Hälfte des 18. Jahrhunderts nahm der Anteil von Deutschen stark zu.
Während des Siebenjährigen Kriegs wurde die Gegend sowohl von preußischen als auch den k.k. Truppen heimgesucht. Nachdem die österreichischen Generäle Laudon und Zischkowitz am 28. Juni 1758 bei ihrem Hauptquartier am Roten Berg bei Gundersdorf eine preußische Abteilung geschlagen hatten, setzten sie ihre Truppen nach Südwesten in Bewegung, um den Vormarsch der Preußen auf Olmütz zu stoppen. Am 30. Juni 1758 konnten Laudon und Zischkowitz in der Schlacht bei Domstadtl den von Generalmajor von der Mosel geführten preußischen Verpflegungstross mit 4000 Wagen für die Belagerung von Olmütz an sich bringen. Dies hatte zur Folge, dass die Preußen am 2. Juli 1758 die Belagerung der Stadt wegen Versorgungsproblemen aufgeben mussten. Bis zur Mitte des 19. Jahrhunderts blieb der Ort immer nach Sternberg untertänig.
Nach der Aufhebung der Patrimonialherrschaften bildete Domstadtl / Tomášov ab 1850 eine Stadtgemeinde in der Bezirkshauptmannschaft Sternberg. 1869 wurde in der Stadt ein Hauptpostamt eingerichtet. Ab 1872 wurde auch der tschechische Ortsname Domštát verwendet. Am 1. Juli 1872 nahm die Mährisch-Schlesische Centralbahn den Verkehr auf der Eisenbahnstrecke von Olmütz nach Troppau auf. Die Freiwillige Feuerwehr gründete sich 1885. Nach dem Auffinden von Sauerbrunnen im Jahre 1893 entstand 1898 ein Brunnenbetrieb. 1922 erfolgte die Elektrifizierung der Stadt, 1929 entstand die städtische Wasserversorgung. 1924 wurde Domašov nad Bystřicí als amtlicher tschechischer Ortsname eingeführt. Im Jahre 1930 hatte Domstadtl 1149 überwiegend deutschsprachige Einwohner. Zu dieser Zeit war C. Franzel & Söhne mit der Dampfmühle und Kohlensäurefabrik das größte Unternehmen der Stadt. 
Infolge des Münchner Abkommens wurde die Stadt 1938 dem Deutschen Reich zugeschlagen. Sie gehörte zunächst zum Landkreis Sternberg, Regierungsbezirk Troppau, im Reichsgau Sudetenland   und wurde am 1. März 1939 dem Landkreis Bärn zugeordnet. Im Jahre 1939 lebten in der Stadt 1065 Menschen. Nach dem Ende des Zweiten Weltkrieges kam der Ort zur Tschechoslowakei zurück, und die deutschen Bewohner wurden 1946 vertrieben. Der Bevölkerungsverlust konnte nicht durch Neusiedler kompensiert werden, und 1948 gingen auch die Stadtrechte verloren. Seit 1960 gehört die Gemeinde zum Okres Olomouc. In  der Ortschaft  sind Mineralquellen. 

### Demographie
| Jahr | Einwohner | Anmerkungen        |
| ---- | --------- | ------------------ |
| 1837 | 0812      | in 125 Häusern     |
| 1900 | 1.204     | deutsche Einwohner |
| 1930 | 1.149     | [ 6 ]              |
| 1939 | 1.065     | [ 6 ]              |

## Gemeindegliederung
Für die Gemeinde Domašov nad Bystřicí sind keine Ortsteile ausgewiesen. Zu Domašov nad Bystřicí gehört die Ansiedlung Černý Kříž.

## Sehenswürdigkeiten
- St.-Annen-Kirche, spätbarocker Bau aus dem Jahre 1791. Zu ihrem Bau wurden die Steine der alten Kirche im Pfarrgarten verwendet. Der Hauptaltar stammt aus dem aufgelösten Kloster Hradisko. Die Kirche ist 34 m lang und 11 m breit; der Turm hat eine Höhe von 19 m.
- Černý kříž (Schwarzes Kreuz) nordöstlich des Dorfes, das Denkmal für Ernst Gideon von Laudon wurde 1858 durch die Stadt Olmütz anlässlich des 100. Jahrestages des Sieges General Laudons in der Schlacht bei Domstadtl errichtet.
- Ahornbaum an der Kirche, Baumdenkmal.
- Naturreservat Kamenné proudy (Steinerne Ströme), zehn Felsriffe, südlich des Dorfes linksseitig im tiefen Tal der Bystřice mit einer Fläche von 21,58 ha.
- Felswand Malý Rabštejn im Tal der Bystřice vor dem ersten Eisenbahntunnel zwischen Domašov nad Bystřicí und Jívová, Klettergebiet.

## Söhne und Töchter der Gemeinde
- Karl Brauner (1897–1952), österreichischer Mathematiker
- Gert von Bally (geb. 1944), deutscher Physiker